# Calea ferată Jebel–Liebling
Calea ferată Jebel-Liebling este o magistrală secundară de cale ferată (magistrala CFR 920) care leagă localitatea Jebel, județul Timiș, de localitatea Liebling. Are o lungime totală de 10 km. În prezent pe această rută nu mai circulă trenurile.

## Istorie
A fost dată în folosință la data de 3 martie 1906. 